# Billie Jenkins
Billie Jenkins is een personage uit de Amerikaanse televisieserie Charmed, waarin ze werd gespeeld door Kaley Cuoco. Ze speelde een belangrijke rol in het achtste seizoen.

## Achtergrond
Billie maakt haar debuut in de eerste aflevering van seizoen acht. Ze is een jonge heks die meer aandacht schenkt aan het bevechten van demonen dan aan haar opleiding. Ze komt onder toezicht te staan van de Charmed Ones, waarvan op dat moment gedacht wordt dat ze dood zijn terwijl ze in werkelijkheid een andere identiteit hebben aangenomen. Billy helpt hen hun ware identiteiten geheim te houden in ruil voor lessen in magie.
Billie heeft een zus genaamd Christy Jenkins, die toen ze beide nog kinderen waren werd ontvoerd door demonen. Dit is voor Billie de motivatie om een heks te worden. In het seizoen wordt ze gedreven door de zoektocht naar haar zus en de reden achter haar ontvoering. Uiteindelijk blijkt de Triad achter de ontvoering te zitten. Ze hebben dit gedaan daar Billie en Christy samen de sleutel zijn tot de ultieme kracht.
Uiteindelijk vindt Billie Christy. Samen doden ze de Triad, en laten zo de ultieme kracht ontwaken. Billie weet echter niet dat Christy voor de Triad werkt. Christy slaagt erin Billie zich tegen de Charmed Ones te laten keren.
Het komt uiteindelijk tot een conflict tussen de Charmed Ones en Billie en Christy. In het gevecht komen Paige, Phoebe en Christy om het leven. Bijna doodt Piper Billie, maar Leo stopt haar net op tijd. Billie beseft dat de Triad haar en Christy heeft gebruikt, en voegt zich bij Piper om de tijd terug te draaien en Paige en Phoebe weer tot leven te brengen. Billie zelf reist terug naar het moment dat het gevecht begon, en doodt de Triad opnieuw. Vervolgens vecht ze met Christy, en is gedwongen haar ook te doden.
In de laatste aflevering blijkt dat Billie naderhand een goede vriend blijft van de familie Halliwell. Ze speelt een gastrol in de stripreeks, waarin ze de zussen helpt om De Bron opnieuw te verslaan. Ze woont nu in Los Angeles, waar ze opnieuw studeert.

## Familie
Billies ouders zijn allebei kinderen van een mens en een heks. Ze hebben zelf geen magische krachten, maar wel heksengenen in hun lichaam.

## Krachten
- Telekinese: Billie is in staat objecten/mensen te bewegen met haar geest. Dit kanaliseert ze door haar handen.
- Leviteren: Billie kan ook zweven in de lucht wanneer ze haar eerste demon probeert te verslaan.
- Projection: Met de gave van projectie is Billie praktisch tot alles in staat. Door zich te concentreren kan ze haar verbeelding op de realiteit projecteren waardoor, wat ze ook maar wil, daadwerkelijk gebeurt. Billies enige probleem is dat elke projectie concentratie, geduld en energie vereist en dat ze haar gave nog niet helemaal onder de knie heeft. Hoewel ze nog niet vaardig is heeft ze het leven uit een plant gezogen, haar ouders veranderd in huurmoordenaars, een stervende boom genezen, de gedachten van de Charmed Ones aangepast, en illusies gemaakt van Christy en haarzelf. Ook kan ze zich met deze kracht door verschillende tijden bewegen en onverslaanbare demonen verslaan door er simpel aan te denken.
- Sleutel tot De Ultieme Kracht

Verder beschikt Billie over de standaardkrachten van iedere heks, zoals het maken van toverdranken en gebruik van spreuken.